# Episteira isoepes
Episteira isoepes là một loài bướm đêm trong họ Geometridae.